# Blasensandstein
Als Blasensandstein wird eine etwa 20 bis 23 Meter mächtige Gesteinsschicht bezeichnet, die aus rotbraunen bis weißgrauen, fein- bis mittelkörnigen Sandsteinen besteht, die sich mit zwischengeschalteten roten, grünen und violetten Lettenlagen aufbaut. Namengebend sind die blasenartigen Hohlräume im Sandstein, die durch Herauswitterung von Tonnestern und dolomitischen Bestandteilen entstanden.

## Geologie
Der Blasensandstein ist die unterste Gesteinsschicht des Sandsteinkeupers zwischen den Lehrbergtonen aus dem Gipskeuper und dem Coburger Sandstein. Er ist über 200 Millionen Jahre alt, also aus dem Erdmittelalter (Mesozoikum), genauer aus der Formation der Trias. Der Sandsteinkeuper bildet mit dem darunter liegenden Gipskeuper den sogenannten mittleren Keuper.

## Quelle
- Skizze der Gesteinsabfolgen im Muschelkalk, Keuper und Jura der Oberforstdirektion Ansbach